# Liste der bedeutendsten Schachturniere (bis 1900)
Dies ist eine Teilliste der Liste der bedeutendsten Schachturniere, die bedeutende Turniere bis zum Jahr 1900 umfasst.

## Liste
| Jahr      | Ort                                      | Sieger                                                                                                | 2. Platz | 3. Platz                                                                                       |
| --------- | ---------------------------------------- | --- | --- | ---------------------------------------------------------------------------------------------- |
| 1575      | Madrid                                   | Giovanni Leonardo da Cutri (Königreich Neapel)                                                        | Paolo Boi (Sizilien) | Ruy López de Segura (Spanien)                                                                  |
| 1821      | Saint-Cloud                              | Louis-Charles Mahé de La Bourdonnais (Frankreich)                                                     | Alexandre Deschapelles (Frankreich) | John Cochrane (Schottland)                                                                     |
| 1851      | London (KO-System)                       | Adolf Anderssen (Preußen)                                                                             | Marmaduke Wyvill (Schottland) | Elijah Williams (England)                                                                      |
| 1853      | Berlin (KO-System)                       | Jean Dufresne (Preußen)                                                                               | Max Lange (Preußen) | Carl Mayet (Preußen)                                                                           |
| 1857      | Manchester (KO-System)                   | Johann Jacob Löwenthal (Österreich-Ungarn)                                                            | Samuel Boden (England) | Adolf Anderssen (Preußen), Edward Pindar (England)                                             |
| 1857      | New York (KO-System)                     | Paul Morphy (USA)                                                                                     | Louis Paulsen (Preußen) | Theodor Lichtenhein (Preußen/USA)                                                              |
| 1858      | Birmingham (KO-System)                   | Johann Jacob Löwenthal (Österreich-Ungarn)                                                            | Ernst Falkbeer (Österreich-Ungarn) | John Owen (England), Robert Barnett Brien (England)                                            |
| 1862      | London                                   | Adolf Anderssen (Preußen)                                                                             | Louis Paulsen (Preußen) | John Owen (England), George Alcock MacDonnell (Irland)                                         |
| 1867      | Dundee                                   | Gustav Neumann (Preußen)                                                                              | Wilhelm Steinitz (Österreich-Ungarn) | George Alcock MacDonnell (Irland), Cecil De Vere (England)                                     |
| 1867      | Paris                                    | Ignaz von Kolisch (Österreich-Ungarn)                                                                 | Szymon Winawer (Polen) | Wilhelm Steinitz (Österreich-Ungarn)                                                           |
| 1868      | Aachen                                   | Max Lange (Preußen)                                                                                   | Adolf Anderssen (Preußen) | Wilfried Paulsen (Preußen), Johannes Hermann Zukertort (Polen)                                 |
| 1869      | Hamburg                                  | Adolf Anderssen (Preußen)                                                                             | Louis Paulsen (Preußen) | Johannes Hermann Zukertort (Polen), Johannes Minckwitz (Preußen), Emil Schallopp (Preußen)     |
| 1869      | Barmen                                   | Adolf Anderssen (Preußen)                                                                             | Johannes Minckwitz (Preußen), Johannes Hermann Zukertort (Polen), Emil Schallopp (Preußen)                                                                      |                                                                                                |
| 1870      | Baden-Baden                              | Adolf Anderssen (Preußen)                                                                             | Wilhelm Steinitz (Österreich-Ungarn) | Joseph Henry Blackburne (England), Gustav Neumann (Preußen)                                    |
| 1871      | Krefeld                                  | Louis Paulsen (Deutschland)                                                                           | Adolf Anderssen (Deutschland) | Johannes Minckwitz (Deutschland)                                                               |
| 1872      | Altona                                   | Adolf Anderssen (Deutschland)                                                                         | Gustav Neumann (Deutschland) | Carl Göring (Deutschland)                                                                      |
| 1872      | London                                   | Wilhelm Steinitz (Österreich-Ungarn)                                                                  | Joseph Henry Blackburne (England) | Johannes Hermann Zukertort (Polen), Cecil De Vere (England), George Alcock MacDonnell (Irland) |
| 1873      | Wien                                     | Wilhelm Steinitz (Österreich-Ungarn)                                                                  | Joseph Blackburne (England) | Adolf Anderssen (Deutschland)                                                                  |
| 1877      | Leipzig                                  | Louis Paulsen (Deutschland)                                                                           | Adolf Anderssen (Deutschland) | Johannes Hermann Zukertort (Polen)                                                             |
| 1878      | Paris                                    | Johannes Hermann Zukertort (Polen)                                                                    | Szymon Winawer (Polen) | Joseph Henry Blackburne (England)                                                              |
| 1878      | Frankfurt am Main                        | Louis Paulsen (Deutschland)                                                                           | Adolf Schwarz (Österreich-Ungarn) | Adolf Anderssen (Deutschland)                                                                  |
| 1879      | Sankt Petersburg                         | Michail Tschigorin (Russland), Simon Alapin (Litauen)                                                 | | Emanuel Schiffers (Russland)                                                                   |
| 1879      | Leipzig                                  | Berthold Englisch (Österreich-Ungarn)                                                                 | Louis Paulsen (Deutschland) | Adolf Schwarz (Österreich-Ungarn)                                                              |
| 1880      | Wiesbaden                                | Joseph Blackburne (England), Berthold Englisch (Österreich-Ungarn), Adolf Schwarz (Österreich-Ungarn) | |                                                                                                |
| 1881      | Berlin                                   | Joseph Blackburne (England)                                                                           | Johannes Hermann Zukertort (Polen) | Michail Tschigorin (Russland), Szymon Winawer (Polen)                                          |
| 1882      | Wien                                     | Wilhelm Steinitz (Österreich-Ungarn), Szymon Winawer (Polen)                                          | | James Mason (Irland)                                                                           |
| 1883      | London                                   | Johannes Hermann Zukertort (Polen)                                                                    | Wilhelm Steinitz (Österreich-Ungarn) | Joseph Henry Blackburne (England)                                                              |
| 1883      | Nürnberg                                 | Szymon Winawer (Polen)                                                                                | Joseph Henry Blackburne (England) | James Mason (Irland)                                                                           |
| 1885      | Hamburg                                  | Isidor Gunsberg (Österreich-Ungarn)                                                                   | Joseph Henry Blackburne (England), Berthold Englisch (Österreich-Ungarn), James Mason (Irland), Siegbert Tarrasch (Deutschland), Miksa Weiß (Österreich-Ungarn) |                                                                                                |
| 1885      | Hereford                                 | Joseph Henry Blackburne (England)                                                                     | Emil Schallopp (Deutschland), Henry Edward Bird (England) |                                                                                                |
| 1886      | London                                   | Joseph Henry Blackburne (England)                                                                     | Amos Burn (England) | Isidor Gunsberg (Österreich-Ungarn), Jean Taubenhaus (Polen)                                   |
| 1886      | Nottingham                               | Amos Burn (England)                                                                                   | Emil Schallopp (Deutschland) | Isidor Gunsberg (Österreich-Ungarn), Johannes Hermann Zukertort (Polen)                        |
| 1887      | London                                   | Amos Burn (England), Isidor Gunsberg (Österreich-Ungarn)                                              | | Joseph Henry Blackburne (England)                                                              |
| 1887      | Frankfurt am Main                        | George Henry Mackenzie (USA)                                                                          | Joseph Henry Blackburne (England), Miksa Weiß (Österreich-Ungarn)                                                                                               |                                                                                                |
| 1888      | Bradford                                 | Isidor Gunsberg (Österreich-Ungarn)                                                                   | George Henry Mackenzie (USA) | Curt von Bardeleben (Deutschland), James Mason (Irland)                                        |
| 1888      | Leipzig                                  | Fritz Riemann (Deutschland), Curt von Bardeleben (Deutschland)                                        | | Jacques Mieses (Deutschland)                                                                   |
| 1889      | New York                                 | Michail Tschigorin (Russland), Miksa Weiß (Österreich-Ungarn)                                         | | Isidor Gunsberg (Österreich-Ungarn)                                                            |
| 1889      | Breslau                                  | Siegbert Tarrasch (Deutschland)                                                                       | Amos Burn (England) | Jacques Mieses (Deutschland)                                                                   |
| 1889      | Amsterdam                                | Amos Burn (England)                                                                                   | Emanuel Lasker (Deutschland) | James Mason (Irland)                                                                           |
| 1890      | Manchester                               | Siegbert Tarrasch (Deutschland)                                                                       | Joseph Henry Blackburne (England) | Henry Edward Bird (England), George Henry Mackenzie (USA)                                      |
| 1890      | Graz                                     | Gyula Makovetz (Österreich-Ungarn)                                                                    | Johann Hermann Bauer (Österreich-Ungarn) | Emanuel Lasker (Deutschland)                                                                   |
| 1892      | Dresden                                  | Siegbert Tarrasch (Deutschland)                                                                       | Gyula Makovetz (Österreich-Ungarn), Moritz Porges (Österreich-Ungarn)                                                                                           |                                                                                                |
| 1892      | Belfast                                  | Joseph Blackburne (England), James Mason (Irland)                                                     | | Henry Edward Bird (England)                                                                    |
| 1892      | London                                   | Emanuel Lasker (Deutschland)                                                                          | Joseph Blackburne (England) | James Mason (Irland)                                                                           |
| 1893      | New York                                 | Emanuel Lasker (Deutschland)                                                                          | Adolf Albin (Rumänien) | Jackson Whipps Showalter (USA)                                                                 |
| 1893      | Kiel                                     | Curt von Bardeleben (Deutschland), Carl August Walbrodt (Deutschland)                                 | | Paul Lipke (Deutschland)                                                                       |
| 1894      | New York                                 | Wilhelm Steinitz (USA)                                                                                | Adolf Albin (Rumänien) | Edward Hymes, Jackson Whipps Showalter (USA)                                                   |
| 1894      | Leipzig                                  | Siegbert Tarrasch (Deutschland)                                                                       | Paul Lipke (Deutschland) | Richard Teichmann (Deutschland)                                                                |
| 1895      | Hastings                                 | Harry Pillsbury (USA)                                                                                 | Michail Tschigorin (Russland) | Emanuel Lasker (Deutschland)                                                                   |
| 1895/1896 | Sankt Petersburg                         | Emanuel Lasker (Deutschland)                                                                          | Wilhelm Steinitz (USA) | Harry Pillsbury (USA)                                                                          |
| 1896      | Nürnberg                                 | Emanuel Lasker (Deutschland)                                                                          | Géza Maróczy (Österreich-Ungarn) | Harry Pillsbury (USA), Siegbert Tarrasch (Deutschland)                                         |
| 1896      | Budapest                                 | Michail Tschigorin (Russland), Rudolf Charousek (Österreich-Ungarn)                                   | | Harry Pillsbury (USA)                                                                          |
| 1896      | Wien                                     | Dawid Janowski (Frankreich)                                                                           | Carl Schlechter (Österreich-Ungarn) | Jacques Mieses (Deutschland), Szymon Winawer (Polen)                                           |
| 1897      | Berlin                                   | Rudolf Charousek (Österreich-Ungarn)                                                                  | Carl August Walbrodt (Deutschland) | Joseph Henry Blackburne (England)                                                              |
| 1897      | Berlin                                   | Curt von Bardeleben (Deutschland)                                                                     | Rudolf Charousek (Österreich-Ungarn) | Wilhelm Cohn (Deutschland), Jacques Mieses (Deutschland)                                       |
| 1897      | London (1. Internationales Damenturnier) | Mary Rudge (England)                                                                                  | Louisa Matilda Fagan (Italien) | Eliza Mary Thorold (England)                                                                   |
| 1898      | Wien                                     | Siegbert Tarrasch (Deutschland)                                                                       | Harry Nelson Pillsbury (USA) | Dawid Janowski (Frankreich)                                                                    |
| 1898      | Köln                                     | Amos Burn (England)                                                                                   | Wilhelm Cohn (Deutschland), Rudolf Charousek (Österreich-Ungarn), Michail Tschigorin (Russland)                                                                 |                                                                                                |
| 1899      | London                                   | Emanuel Lasker (Deutschland)                                                                          | David Janowski (Frankreich), Harry Pillsbury (USA), Géza Maróczy (Österreich-Ungarn)                                                                            |                                                                                                |
| 1899      | Moskau                                   | Michail Tschigorin (Russland)                                                                         | Emanuel Schiffers (Russland) | Stepan Lewizki (Russland)                                                                      |
| 1899/1900 | Wien                                     | Géza Maróczy (Österreich-Ungarn)                                                                      | Miklos Brody (Österreich-Ungarn), Carl Schlechter (Österreich-Ungarn)                                                                                           |                                                                                                |
| 1900      | Paris                                    | Emanuel Lasker (Deutschland)                                                                          | Harry Pillsbury (USA) | Géza Maróczy (Österreich-Ungarn), Frank James Marshall (USA)                                   |
| 1900      | München                                  | Harry Nelson Pillsbury (USA), Carl Schlechter (Österreich-Ungarn), Géza Maróczy (Österreich-Ungarn)   | |                                                                                                |
| 1900      | London                                   | Richard Teichmann (Deutschland)                                                                       | James Mason (Irland), Isidor Gunsberg (Österreich-Ungarn) |                                                                                                |